# کوه ویلکاکس (آلبرتا)
کوه ویلکاکس (به انگلیسی: Mount Wilcox) یک کوه در کانادا است که در آلبرتا واقع شده‌است. کوه ویلکاکس ۲٬۸۸۴ متر بالاتر از سطح دریا واقع شده‌است.